# Hoplopleura laticeps
Hoplopleura laticeps är en insektsart som beskrevs av Ferris 1921. Hoplopleura laticeps ingår i släktet Hoplopleura och familjen gnagarlöss. Inga underarter finns listade i Catalogue of Life.